# Шалагіна Ольга
О́льга Шала́гіна (* 1983) — чемпіонка та призерка світу зі скелелазіння, переможниця етапів Кубку світу. Заслужений майстер спорту України.

## З життєпису
Народилася 1993 року в місті Нікополь. У скелелазіння прийшла 2003 року. Її тренер ходив по школах, робив набір груп. В секцію скелелазіння записався весь клас, а затрималася там тільки Ольга. Тоді ж на скелелазіння пішов її брат Михайло.
Після закінчення школи вступила до інституту фізичної культури і спорту в Дніпропетровську. Після його закінчення вирішила переїхати жити і тренуватися до Одеси; її брат став тренером.
Тренерами були Лось Вікторія Дмитрівна і Лось Олександр Васильович. Також підтримували батьки. Михайло — чемпіон світу серед юніорів; скелелазінням займається і наймолодший Олександр Шалагін — виконав норматив майстра спорту.
Виграла чемпіонат України у складності, посіла третє місце на чемпіонаті Європи з боулдерингу, чемпіонка світу зі спортивного скелелазіння серед юніорів-2004 — лазіння на трудність і лазіння на швидкість.
Перемогла на відкритих змаганнях у Китаї, стала другою на змаганнях «Rock Master» в Італії.